# Норвезький музей рибальства в Бергені
Норвезький музей рибальства, розташований в автентичних складах причалів Бергена (таких же старих, як і Брюгген), наповнено інформацією та інтерактивними виставками про історію норвезького рибальства.
Тут ви дізнаєтеся про скарби океану, морські ресурси країни та про те, як норвезькі рибалки живуть протягом століть. Пропонується екскурсія на байдарці, весловому човні чи каяку каналами навколо музею, де можна плавати і ловити рибу.
Ви зануритеся в захоплюючу історію узбережжя й рибальства, яка сформувала сучасну Норвегію: неймовірне зростання промислу оселедця та ловля тріски на Лофотені; повстання, конфлікти й корабельні аварії; торгівля сушеною рибою і сардинна промисловість. І останнє, але не менш важливе: як рибальство розвинулося зі скромного промислу початку 1970-х рр. до другої за величиною експортної галузі Норвегії.
В декількох кімнатах є тимчасові виставки, засновані на багатих колекціях рибальських човнів, показі старих будівельних технологій, обробці оселедця й торгівлі рибними запасами.
Музей складається з двох складів, з'єднаних критими мостами, які побудовані в морі на дерев’яних основах; між ними відтворені оригінальні канали, як у XIX ст. в Сандвікені, коли область називалася «Венеція Півночі».
До музею можна дістатися традиційним поромом Беффен. 20 хвилин мальовничого міні-круїзу – відмінний спосіб побачити з моря Брюгген, Хоконсхаллен, мальовничу гавань з безліччю складів та причалів.